# Агафонов, Святослав Леонидович
Святослав Леонидович Агафонов (27 августа (9 сентября) 1911, Нижний Новгород — 4 июня 2002, там же) — российский архитектор-реставратор и историк архитектуры. Заслуженный архитектор России (1984), лауреат Государственной премии РСФСР в области архитектуры (1989), почётный гражданин Нижнего Новгорода (1993). Почётный член Российской академии архитектуры и строительных наук.

## Биография

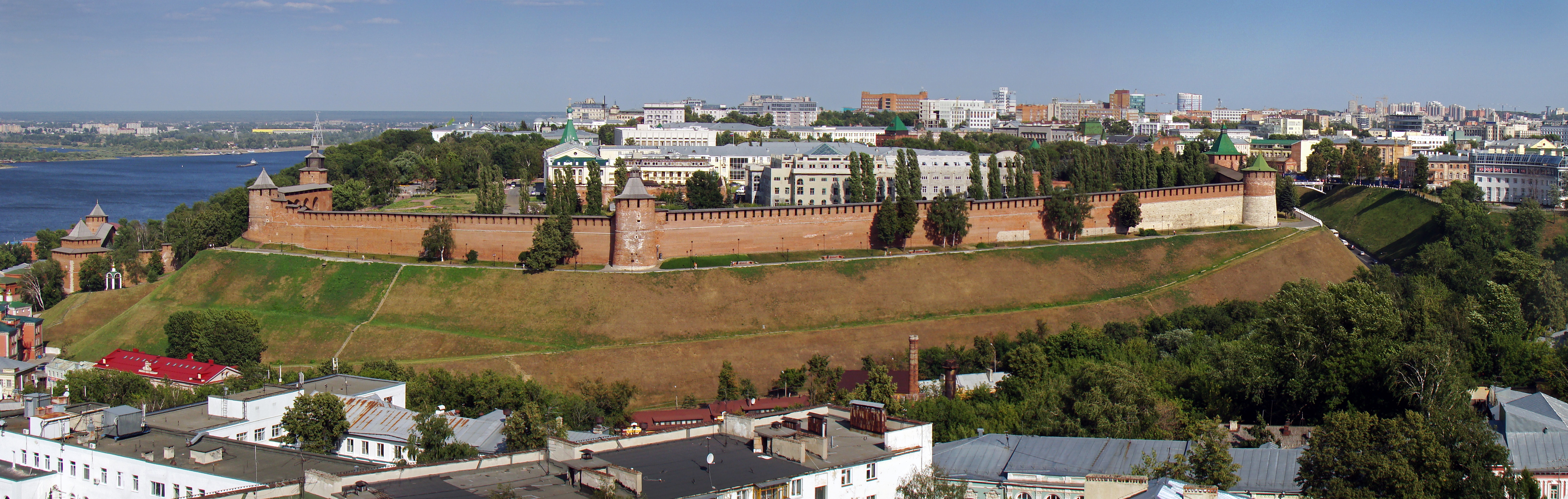
Нижегородский кремль, сохранённый и восстановленный усилиями С. Л. Агафонова

Родился в Нижнем Новгороде в семье архитектора городской управы Леонида Дмитриевича Агафонова и его жены Александры Николаевны. В 1926 году, ещё учась в школе, направил на конкурс свой проект Мавзолея Ленина, который вошёл в число двадцати лучших. После окончания школы поступил в 1927 году в ленинградский ВХУТЕИН на архитектурный факультет, после его упразднения в 1930 году переведён в Ленинградский институт инженеров коммунального строительства, который и окончил в 1932 году. Распределён в родной город в краевой проектный институт. Затем поступил на воссозданный архитектурный факультет в Ленинградский институт живописи, скульптуры и архитектуры, который окончил в 1936 году. Был принят в Ленинградский институт проектирования городов, в 1937 году вернулся в Горький и устроился в местное архитектурно-планировочное управление, участвовал в разработке нового генерального плана города. В 1938 году выступил в прессе против сноса части Нижегородского кремля, предполагавшегося по генеральному плану.
В 1940 году поступил в аспирантуру Академии архитектуры СССР, однако из-за начавшейся войны смог начать обучение только в 1943 году (кандидатскую диссертацию защитил в 1971 году по Нижегородскому кремлю). В 1946 году назначен руководителем научной экспедиции Академии по изучению памятников народного зодчества Костромской области. В 1949 году перешёл в Горьковское отделение Специальной научно-реставрационной производственной мастерской, которое в 1951 году возглавил. На этом посту Святослав Агафонов разработал план реставрации Нижегородского кремля и руководил его осуществлением. Его методика стала базовой для реставрации древнерусских крепостей.
С 1966 года по 1999 год — профессор Горьковского инженерно-строительного института (теперь Нижегородский государственный архитектурно-строительный университет), в 1967—1978 годах руководил институтской экспедицией по изучению деревянного зодчества Архангельской и Вологодской областей. В это время Агафонов руководил или координировал реставрацию целого ряда архитектурных памятников Нижнего Новгорода и области, выступал консультантом при восстановлении крепостей в Старой Ладоге, Орешке, Пскове, Смоленске. Святослав Агафонов — автор ряда книг и статей об истории и архитектурных памятниках Нижнего Новгорода, Нижегородском кремле, по вопросам древнерусского зодчества, учебников и методических пособий по истории архитектуры. Похоронен на Бугровском кладбище города.

## Реализованные проекты
- Жилой дом для обслуживающего персонала Ленлечкомиссии в Сочи (1935)
- Надстройка и реконструкция жилого дома на Верхневолжской набережной Горького (1937)
- Планировка посёлка железнодорожной станции Горький-Сортировочный (1939)
- Маскировка оборонных объектов в Горьком (1941—1943)

## Проекты реставрации

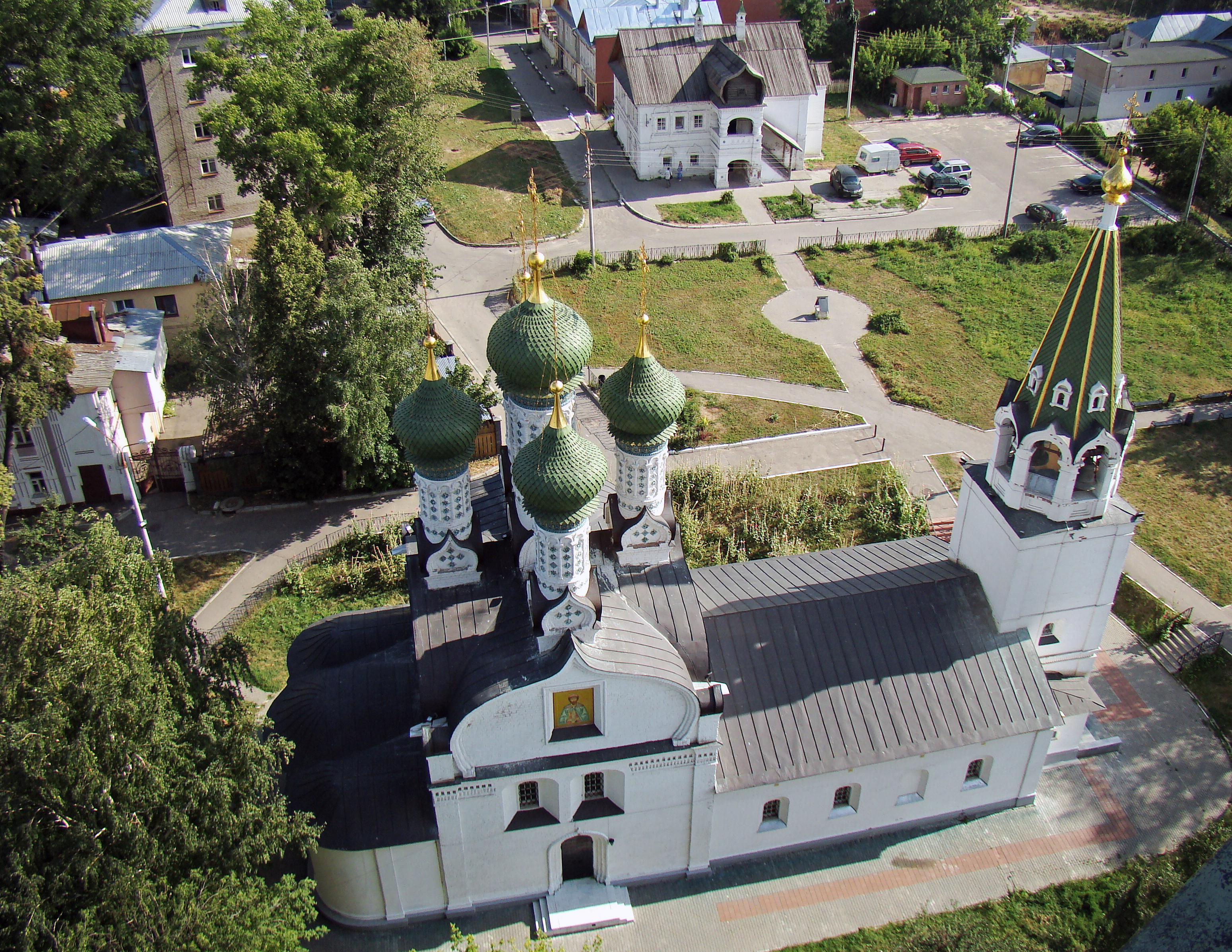
Успенская церковь на Ильинской горе, восстановленная по проекту С. Л. Агафонова

- Нижегородский кремль (1951—1981), а также проекты реставрации отдельных башен и участков стен (1952—1966) и восстановления Борисоглебской башни (1969—1974)
- Михайло-Архангельский собор Нижегородского кремля (1960—1962)
- Никольская церковь в Балахне (1962—1965)
- Успенская церковь на Ильинской горе в Нижнем Новгороде (1965—1966)

### Руководство проектами реставрации
- Рождественская Строгановская церковь в Нижнем Новгороде
- Собор Александра Невского в Нижнем Новгороде
- Дом Петра I в Нижнем Новгороде
- Палаты Пушниковых в Нижнем Новгороде
- Кельи и архиерейские палаты Печерского монастыря в Нижнем Новгороде
- Спасская церковь в Балахне
- Южный корпус келий, юго-западная и южная башни Макарьевского Желтоводского монастыря
- Главный дом усадьбы и Никольская церковь в Большом Болдине

## Основные научные труды
- Агафонов С. Л. Горький—Нижний Новгород. — М.: Изд-во Акад. архитектуры СССР, 1947. — 48 с. — (Сокровища русского зодчества).
- Агафонов С. Л. Город Горький / Под общ. ред. В. Веснина, Д. Аркина и И. Леонидова. — М.: Изд-во Акад. архитектуры СССР, 1949. — 40 с. — (Архитектура городов СССР).
- Агафонов, С. Л. Деревянное зодчество. Архитектура провинциальных городов // История русской архитектуры. — М., 1951, 1956 (2-е изд.).
- Агафонов, С. Л. Памятники архитектуры г. Горького. — Горький: Горьковское кн. изд-во, 1958.
- Агафонов, С. Л., Алексеева А. Н., Беллюстина Л. Н. и др. Город Горький. — Горький: Волго-Вятское кн. изд-во, 1964.
- Агафонов С. Л. Горький. Балахна. Макарьев: Художественные памятники XIII-начала XX века старинных волжских городов / Оформл. Ф. Б. Збарского. — М.: Искусство, 1969. — 224 с. — (Архитектурно-художественные памятники городов СССР). — 50 000 экз.
  - Агафонов С. Л. Горький. Балахна. Макарьев: Художественные памятники старинных волжских городов XIII-XX веков. — 2-е изд., испр. и доп. — М.: Искусство, 1987. — 328 с. — (Архитектурно-художественные памятники городов СССР). — 50 000 экз.
- Агафонов, С. Л. Каменная летопись города. — Горький: Волго-Вятское кн. изд-во, 1971.
- Агафонов, С. Л., Елисеев А. И., Зверева Т. Знакомьтесь, город Горький!. — Горький: Волго-Вятское кн. изд-во, 1971.
- Агафонов С. Л. Нижегородский кремль: Архитектура, история, реставрация / Худож. В. З. Вешапури. — Горький: Волго-Вят. кн. изд-во, 1976. — 136, [32] с. — 30 000 экз.
- Агафонов, С. Л. История архитектуры: Древний Восток, Египет, Греция. — Н. Новгород: Изд-во ННГУ, 1992.
- Агафонов, С. Л. История архитектуры: Древний Рим. Христианство. Византия, Армения, страны ислама. — Н. Новгород: Изд-во ННГУ, 1995.
- Агафонов С. Л. Нижегородский кремль. — Нижний Новгород: Кварц, 2008. — 224 с. — ISBN 978-5-903581-19-1